# Syringa × prestoniae 'Miss Canada'
Syringa × prestoniae 'Miss Canada' — поздний, высокодекоративный, широко распространённый сорт сирени. Используют в озеленении.

## История
Изабелла Престон (1881—1965) — первая женщина-селекционер Канады. За 45 лет работы в Центральном экспериментальном питомнике ею было получено около 200 сортов новых растений, среди которых лилии, сибирские ирисы, зимостойкие розы, декоративные яблони и сирень. Получив после окончания Агротехнического колледжа в 1920 году должность «селекционер декоративных растений», Изабелла сразу же приступила к работе с сиренью. Она стала первой в мире, кому удалось скрестить между собой сирени мохнатую (Syringa villosa) и пониклую (Syringa reflexa). В её честь эти гибриды стали называться «гибридами Престон» (S. × prestoniae).
В 1967 году доктор W. A. Cumming представил новый сорт этой группы - 'Miss Canada', представляющий собой нечто среднее между Syringa josiflexa 'Redwine' и Syringa × prestoniae 'Hiawatha'.

## Описание сорта
Межвидовой гибрид. Листопадный кустарник. Куст многоствольный, высотой до 2—3 м, шириной до 2,5 м. Кора серая.
Листья простые, супротивные, овальные до эллиптических, длиной около 15 см, тёмно-зелёного цвета, осенью желтеют.
Бутоны пурпурно-розовые. Цветки трубчатые, простые, розовые, ароматные. Соцветие — кисть длиной до 22 см.
Продолжительность жизни — около 30 лет.

## В культуре
Светолюбивый сорт. Рекомендуется высаживать в хорошо освещенном солнцем месте. Почва нейтральная или слабо-щелочная.
Зоны морозостойкости от 2 до 7.
Цветёт в конце мая — начале июня, примерно на 2 недели позже сортов сирени обыкновенной.
Привитые сорта сажают для уменьшения корневой поросли выше уровня почвы на 3-4 см, корнесобственные — высаживают так, чтобы корневая шейка была по уровень с почвой.